# بیله (فیلم)
بیله (به انگلیسی: Bille) فیلمی به کارگردانی اینارا کولمن محصول سال ۲۰۱۸ است. این فیلم اقتباسی از رمان پرفروش بیله به نویسندگی ویزما بلشویکا نویسنده نامزد دریافت جایزه نوبل است

## داستان
یک دخترک عجیب و فوق‌العاده خلاق تلاش می‌کند دنیای پیچیده و گیج‌کننده بزرگ‌ترها را در اروپای پیش از جنگ جهانی دوم درک کند و با وجود بی‌مهری‌هایی که از جانب مادرش احساس می‌کند، توانایی‌ها و ارزش‌هایش را به او نشان دهد. بیله در مواجهه با تحقیرهای مادرش به رویاهای رنگارنگ خود پناه می‌برد و به دنبال راه فراری در سرزمین رویاهایش می‌گردد.

## جشنواره جهانی فیلم فجر
این فیلم در بخش سینمای سعادت (مسابقه بین‌الملل) سی و هفتمین جشنواره جهانی فیلم فجر حضور داشت. این جشنواره از ۲۹ فروردین تا ۶ اردیبهشت ۱۳۹۸ در شهر تهران برگزار شد.